# مورغان إيرب
مورغان إيرب (بالإنجليزية: Morgan Earp)‏ هو ضابط شرطة أمريكي، ولد في 24 أبريل 1851 في بيلا في الولايات المتحدة، وتوفي في 18 مارس 1882 في تومبستون في الولايات المتحدة.

## وصلات خارجية
- مورغان إيرب على موقع إن إن دي بي (الإنجليزية)